# Antonio Meneghetti
Antonio Meneghetti (Ancona, 23 novembre 1890 – Calvisano, 1973) è stato un militare e compositore italiano.

## Biografia
È conosciuto per essere stato nel 1918 l'autore della musica dell'inno Canzone del Grappa, il cui testo era dovuto alla penna del Comandante del IX Corpo D'Armata Generale Emilio De Bono, futuro gerarca del regime fascista e quadrumviro della Marcia su Roma.
Prima che scoppiasse la prima guerra mondiale aveva studiato pianoforte e composizione, pubblicando sotto lo pseudonimo DUX lo spartito di alcuni lavori di vario genere: musica da camera, musica leggera, canti liturgici.
Come militare, Meneghetti - che in età avanzata si stabilì a Brescia - ebbe i gradi di tenente, capitano e colonnello con cui fece parte della 7ª Divisione fanteria "Lupi di Toscana"; partecipò anche alla battaglia di monte Piana e fu decorato con due medaglie d'argento e una croce al valore.